# Cadaveri e compari
Cadaveri e compari (Wise Guys) è un film del 1986 diretto da Brian De Palma.

## Trama
Harry Valentini, italo-americano, e Moe Diestein, ebreo, sono due delinquenti di poco conto di Jersey City. Vicini di casa, lavorano alle dipendenze di Anthony Costello, boss mafioso rispettato e temuto da tutti in città. I due, sbeffeggiati da tutti i compari del boss si occupano, loro malgrado, esclusivamente di incarichi di basso rilievo, come fare la spesa e acquistare il giornale, e alcuni più rischiosi, come provare sulla propria pelle l'effettiva resistenza della sua giacca antiproiettile e avviare il motore dell'auto del boss per verificare che non vi sia stata collocata una bomba. Il loro desiderio è tuttavia quello di mettersi in proprio e di aprire un ristorante italo-ebraico.
Quando sono incaricati dal capo di puntare a una corsa di cavalli, rischiano una puntata sun cavallo diverso da quello indicato, in quanto Costello perde sistematicamente. Stavolta incredibilmente il cavallo scelto vince e i due si ritrovano debitori di 250 mila dollari. Vengono così torturati ma visto che continuano a proteggersi, Costello li obbliga a uccidersi a vicenda, con gli scagnozzi che scommettono su chi lo farà per primo. Il barista del bar del locale del boss, tuttavia, tenta di avvertire i due, ma viene freddato appena in tempo dai sicari di Costello. I due amici, quindi, fuggono verso Atlantic City sulla Cadillac di Frank, braccio destro di Costello, il quale è seriamente intenzionato a vendicarsi dell'affronto. Moe chiede aiuto allo zio Mike, ex gangster, ma scopre che è morto, lasciandogli però in eredità 250.000 dollari, che serviranno per saldare il debito con Costello. Il proprietario dell'hotel di Atlantic City, Bobby DiLea, ex amico di scuola dei due, inizialmente li aiuta e chiama Costello per organizzare la consegna del denaro, per poi però venderli allo scagnozzo Frank (a patto che Harry e Moe non vengono uccisi nel suo hotel).
Prima di salire sulla limousine guidata proprio da Frank, Harry convince Moe a brindare, ma preso dal demone del gioco inizia a giocarsi tutti i soldi e a provocare gli scagnozzi di Frank. Ne nasce una colluttazione tra Harry e Moe, durante la quale parte un colpo accidentale che ferisce Harry a morte. Durante il suo funerale, Costello organizza l'assassinio di Moe per chiudere i conti. Questi, arrivato a casa per suicidarsi, scopre che Harry è vivo e vegeto e ha organizzato la messa in scena, con l'aiuto di Bobby, sapendo che Costello non si sarebbe accontentato dei soldi. I due dunque inscenano il suicidio di Moe, aprendo il gas e lasciando una lettera di addio e addirittura con le ossa di un cadavere della misura di Moe. Usciti dal retro, vedono dopo poco l'appartamento esplodere, senza sapere che al suo interno erano entrati Costello e i suoi uomini per finire Moe. I due, salvi e ricchi, possono finalmente realizzare il loro sogno di aprire un ristorante italo-ebraico.